# Enea Salmeggia
Enea Salmeggia dit le Il Tapino ou Salmezza (Nembro, 1558 - Bergame, 1626) est un peintre italien de la Renaissance tardive, actif principalement à Bergame.

## Biographie
On sait peu de chose sur ses origines, car il n'existe aucune documentation écrite à ce sujet, à tel point que même sa date de naissance est incertaine, tout comme le jour de sa mort. Son nom est confondu avec celui de Talpino dit Salmeggia. Il signait déjà sa première œuvre dans la basilique mariale de Bergame :
« Aeneas Salmetia Dictus /Talpinus Bergomate » .
Il est né entre 1565 et 1570, dans le hameau de Salmezza de la commune de Nembro et il a grandi dans le village de San Leonardo à Bergame. Son père, Antonio de Fagnano de Salmezza, dit « Talpino » tailleur de profession, semble avoir vécu dans le village le 3 octobre 1580, comme l'indique l'acte du notaire Michele fu Giacomo Calvi :  « Domino Antonio de Salmetia omnibus habitatoribus Burgi Sancti Leonardi » .
L'artiste a commencé son activité vers 1590. Il semble que son père ait signé une commande en 1594 pour la réalisation du tableau Adoration des Mages pour l'église de Santa Maria Maggiore, en guise de garantie pour son fils mineur, donc âgé de moins de 20 ans, qui a ensuite été exécuté l'année suivante. Mais cela ne correspond pas à la date de naissance de son fils Francesco qui semble dater de 1602, ce qui précéderait de quelques années la naissance de Salmeggia .
Il épousa Vittoria Daverio, sœur du sculpteur milanais Pietro Antonio Daverio (it) probablement connu durant sa période milanaise, avec qui il eut six enfants : Dorotea et Isabella, qui moururent de la peste, Agata Giovanna, qui entra au monastère de Santa Grata de la via Arena , Chiara, qui continua l'œuvre de son père et qui épousa le peintre Giacomo Assonica, probablement son élève , Elisabetta, et Francesco, qui travailla comme peintre avec son père .
Il n'existe aucun document sur les années qu'il a passées à Rome ; quatorze au total selon Francesco Tassi ; les deux tableaux qui lui sont attribués ont été perdus. Sa présence à Milan, dans l'atelier de Simone Peterzano, est attestée, comme le témoignent ses œuvres de jeunesse. En 1610, il peint Sainte Françoise Romaine et l'Ange, dans l'église de San Vittore al Corpo.
Enea possède un atelier de peinture dans sa maison et un autre près de la basilique de Sant'Alessandro à Colonna . Parmi ses élèves se trouve Marcantonio Cesareo, peut-être son parent et l'héritier de ses œuvres à la mort de son fils Francesco.
Il meurt le 25 février 1626 à Bergame et est enterré dans l'église locale d'Alexandrie, qui conserve certaines de ses œuvres dont la grande toile Le Martyre de Saint Alexandre placée dans le chœur comme retable de l' autel principal.
Le peintre signait ses œuvres Salmetia (Salmeza) mais les italiques de la lettre « Z » ont une boucle finale, interprétée comme s'il s'agissait de la lettre « g », d'où Salmeggia.
La municipalité de Nembro a nommé l'école « Istituto Comprensivo Enea Talpino », confirmant ainsi le peu de connaissances que l'on possède sur ses origines. Peut-être a-t-il signé Salmeggia pour honorer le lieu de sa naissance ; sa fille Chiara s'est quant à elle signée « Talpina ».
Salmeggia semble avoir eu un caractère très fougueux, comme semble en témoigner un document de refus de participer au concours pour la décoration de la coupole de la Basilique mariale, lorsque les maires de la Fondation MIA ont demandé des dessins préparatoires afin qu'ils puissent également être jugés par des personnes extérieures à la communauté de Bergame. Salmeggia a refusé de le faire, déclarant :

« dicho che nn voglio far dissegno alcuno perché sia mandato a giudicar fuori di Bergamo ne ancho in Bergamo, perché il mio pensiero è di non operar in quel locho già, che veddo come pasino questi nrgotij: et così che più di me desidera tal opera haverà il campo libero. »

Le père Sebastiano Resta, historien et collectionneur, témoigne de sa mort et de son héritage ultérieur :

« Morì Enea Salmeggia l'anno 1626 lasciando una figlia pittrice e Francesco pittore. Un prete suo cugino detto don Sebastiano Salmeggia Talpino per i debiti d'Enea repudiò l'eredità, e così Marco'Antonio Cesareo, altro scolare di Enea, s'appropriò con buon titolo tutti i disegni rimasti nella morte d'Enea. Morì poscia Marc'Antonio l'anno 1666 lasciando u figlio per nome Giuseppe Cesareo. In questo Giuseppe Cesareo passarono i disegni d'Enea […] »

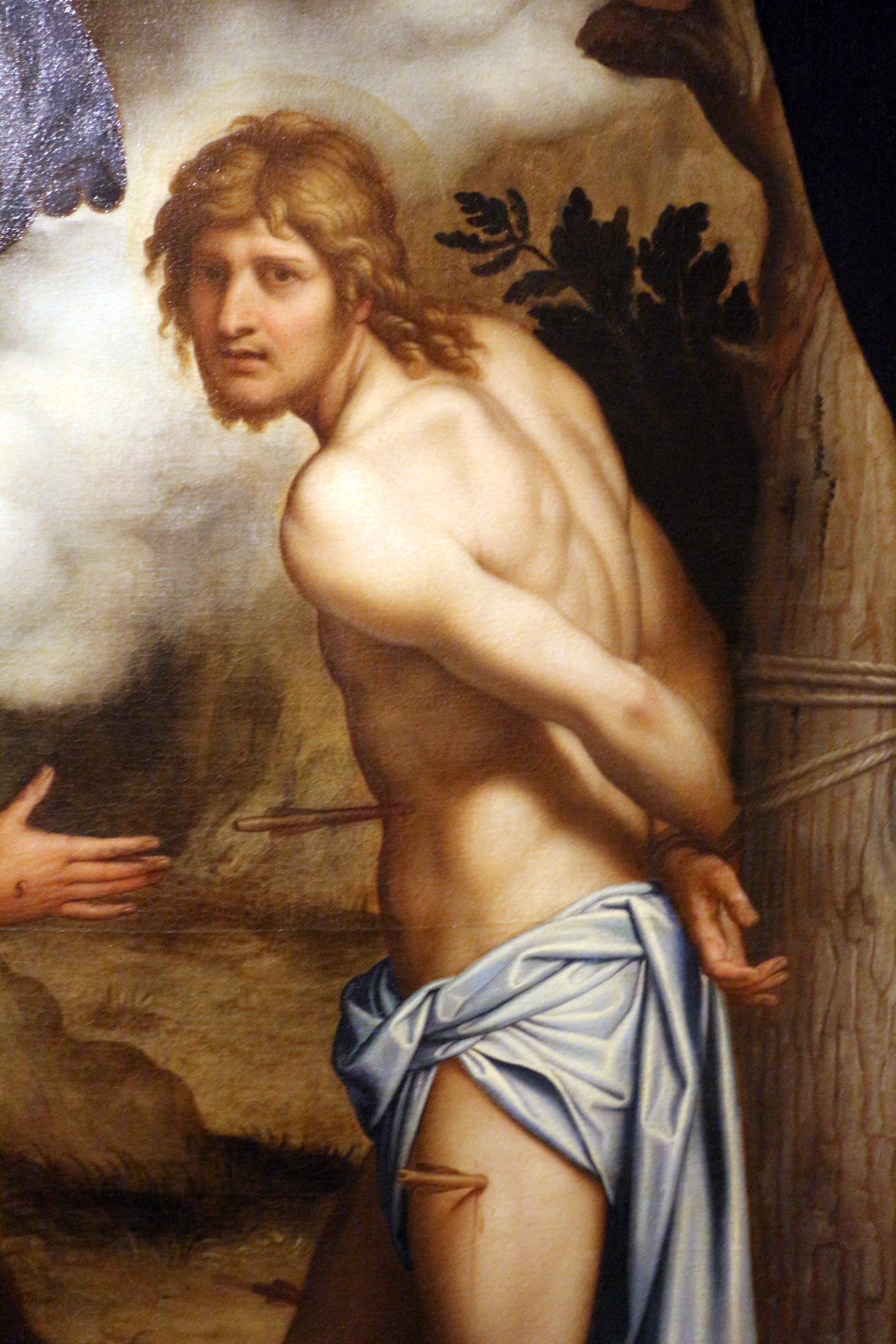
Détail de la Madone en Gloire de Brescia.
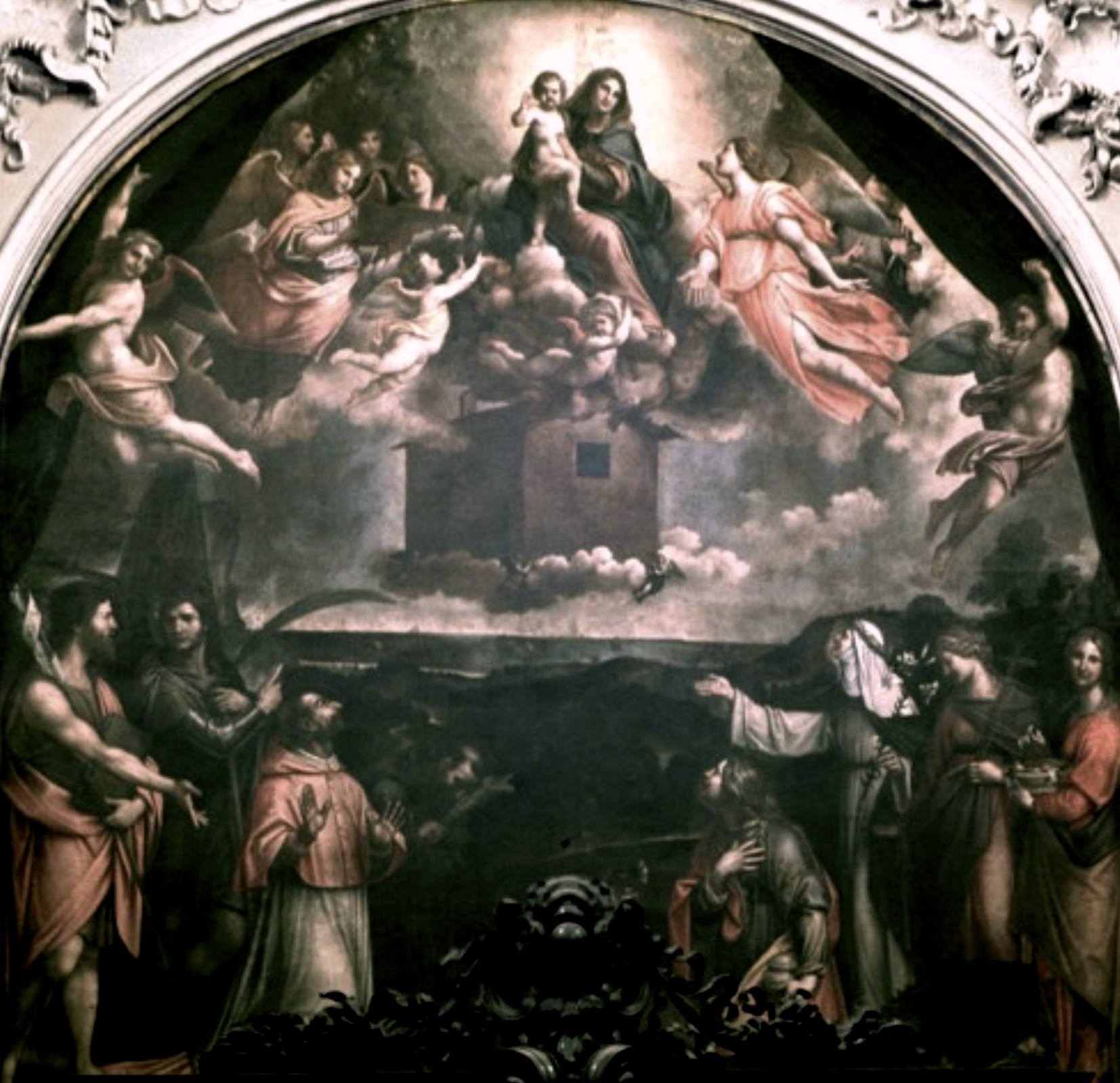
Transport de la Sainte Maison de Lorette, 1622, Bergame.
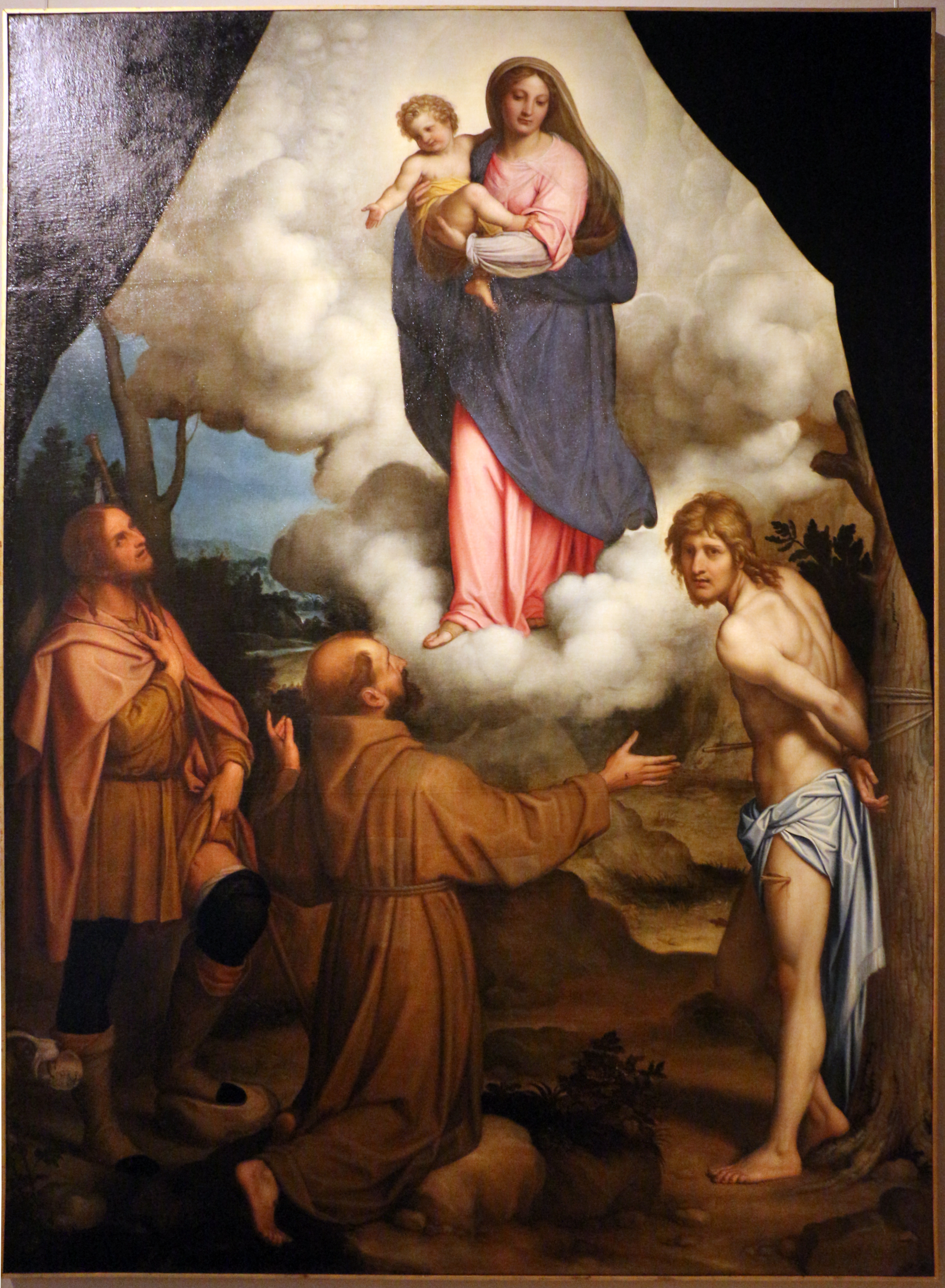
Madone à l'Enfant en Gloire avec saints Roch, Sébastien, François d'Assise, église san Roch à Calcio, Bergame.
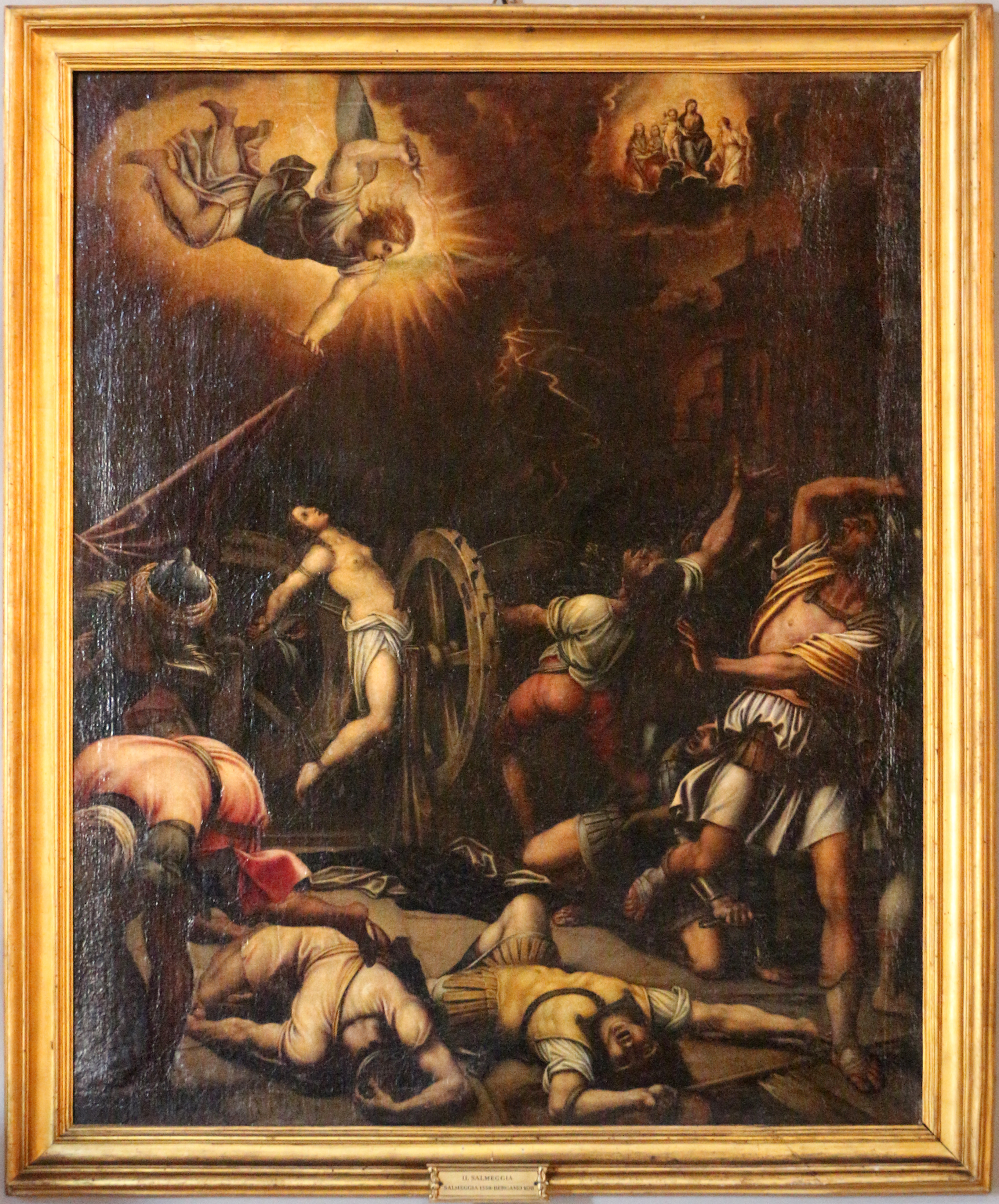
Martyr de Sainte Catherine d'Alexandrie, Palais Colonna, Rome.
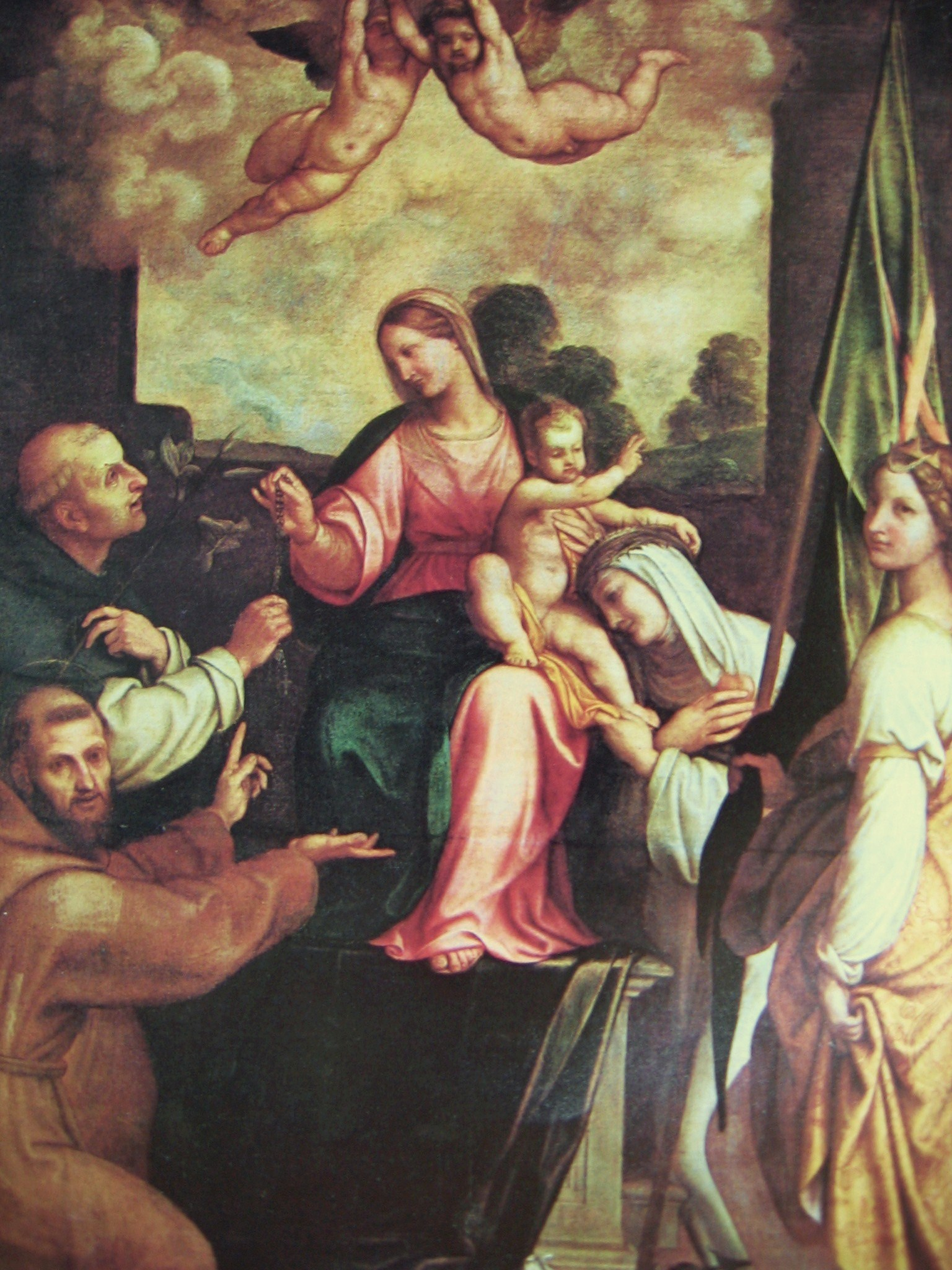
Vierge du Rosaire, église de San Giorgio, Fiorano al Serio, Bergame.

### Activité artistique
Dès son plus jeune âge, il a essayé d'apprendre les arts picturaux auprès d'artistes bergamasque, bien que l'on suppose qu'il a peut-être reçu une formation dans l'atelier de Simone Peterzano, situé à Milan. On suppose que c'est à l'école de Peterzano que Salmeggia a peut-être rencontré Caravage, qui fut son élève de 1584 à 1588, puis jusqu'en 1592, . c'est Peterzano qui lui a confié la tâche de créer l'Annonciation pour la Chartreuse Saint-Ambroise de Garegnano
Cette hypothèse est appuyée par les nombreuses œuvres que Salmeggia a laissées dans la capitale lombarde, parmi lesquelles se distingue la Vierge en trône avec l'Enfant et les Saints, conservée à la Pinacothèque de Brera. Le Martyre de l'Apôtre Saint André, datant de 1604, conservé à Santa Maria della Consolazione al Castello est également intéressant. Parmi ses œuvres de jeunesse, on trouve le retable de l' église Santa Maria dans le quartier Ripa de Desenzano al Serio, représentant la Vierge en gloire entre les saints Pierre, Alexandre, Albert le Carme et le saint évêque, la première œuvre qu'il exécute après son retour dans sa terre natale.

## Entrées connexes
- Francesco Zucco (it)
- Giovan Battista Cavagna